# Stoßmine

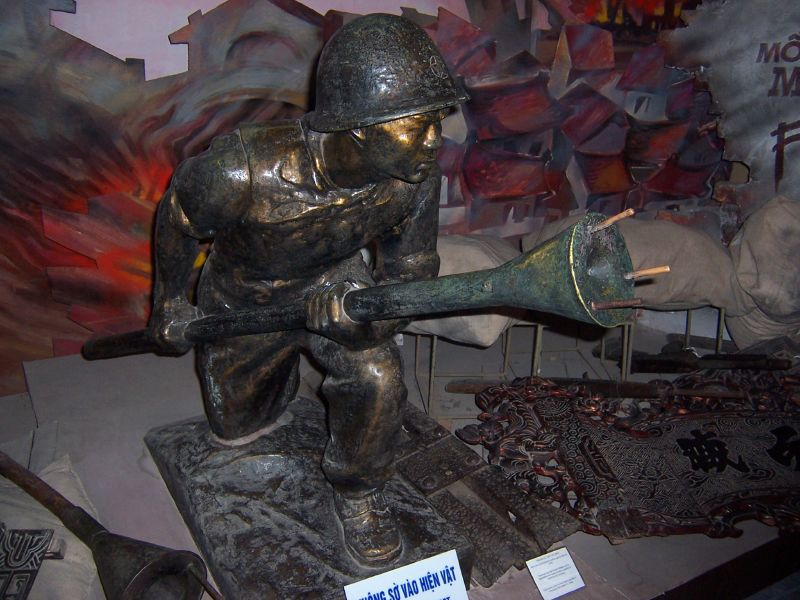
Statue eines vietnamesischen Soldaten mit der Stoßmine

Die Stoßmine war eine japanische Panzerabwehr- und Selbstmordwaffe, die im Zweiten Weltkrieg gegen Kriegsende gegen amerikanische Panzer eingesetzt wurde. Danach wurde die Waffe auch von den Vietnamesen im Indochinakrieg eingesetzt.

## Geschichte

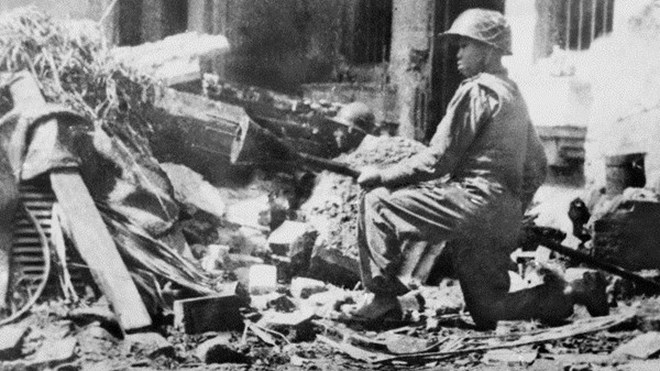
Việt-Minh-Kämpfer während der Schlacht von Hanoi

Ähnlich wie die von der deutschen Wehrmacht eingesetzte Hafthohlladung wurde die Stoßmine von einzelnen Soldaten im Nahkampf gegen Panzer eingesetzt. Anders als bei der Haftladung, die mit einem Zeitzünder versehen war und dem Soldaten so die Möglichkeit bot, sich in eine adäquate Deckung zu bringen, löste die Stoßmine sofort aus und vernichtete den Panzer, tötete aber auch den Angreifer. Gegen Ende des Zweiten Weltkrieges starben auf diese Weise zahlreiche japanische Soldaten, auch weil bei den Landungsunternehmen der amerikanischen Streitkräfte die Panzer stets im Verbund mit starken Marine-Corps-Kräften vorgingen. Reine Panzergefechte, wie sie an der Ost- oder Westfront Europas vorkamen, waren auf dem asiatischen Kriegsschauplatz eher selten. Die Hauptlast der Kämpfe im Pazifik trug die Infanterie. Sie war häufig in der Lage, ihre Panzer zu schützen, bevor die Angreifer auch nur in deren Nähe kamen.

## Aufbau

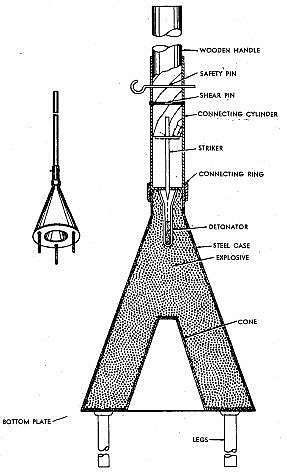
Schematische Darstellung einer Stoßmine

Die Stoßmine bestand aus einer konischen Hohlladung. Diese war in einem langen Stahlbehälter eingebaut und mit einem langen Holzgriff versehen. Drei Füße, die den für die Hohlladungswirkung nötigen Abstand gewährleisteten, waren an der Bodenplatte angebracht. Die Spitze der Ladung war mit einer Bohrung versehen, die den Zünder enthielt. Dieser bestand aus einem Schlagbolzen, einem Scherbolzen und einem Sicherungsstift. Letzterer ruhte in einer Metallmanschette.

## Anwendung und Wirkung

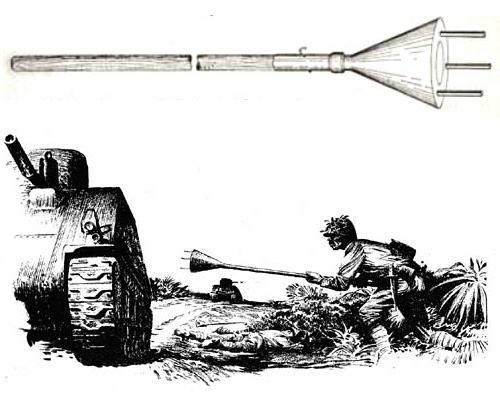
shitotsu bakurai, lunge mine

Zuerst wurde der Sicherungsstift entfernt. Anschließend näherte sich der Angreifer dem feindlichen Panzer. Die Mine wurde dann im rechten Winkel auf die Panzerplatte gestoßen. Der Holzgriff schnellte nach vorn, brach den Scherbolzen und der wiederum trieb den Schlagbolzen in den Zünder, der die Explosion auslöste. Nach amerikanischen Berichten war die Mine in der Lage, Panzerungen bis zu einer Dicke von 150 mm zu durchschlagen.
Da keine Zeitverzögerung nach der Auslösung bestand, wurde der angreifende Soldat beim Einsatz ebenfalls schwer verwundet oder getötet. Ein Angriff mit dieser Waffe kam somit einem Selbstmordeinsatz gleich.